# Đa dạng hóa chuỗi cung ứng
Đa dạng hóa chuỗi cung ứng là một thuật ngữ kinh doanh sản xuất được sử dụng để mô tả hành động tăng sự lựa chọn khi nào nên đặt hàng cung cấp sản phẩm từ ai để đưa sản phẩm ra thị trường. Nói tóm lại, nó mô tả sự phong phú và linh hoạt của các nhà cung cấp cho một sản phẩm nhất định. Như trong bất kỳ quyết định kinh doanh nào, có nhiều ưu điểm và nhược điểm để có sự đa dạng ít nhiều trong chuỗi cung ứng.
Đa dạng hóa chuỗi cung ứng không phải là một phương pháp đơn giản để làm cho các nhà cung cấp cạnh tranh với nhau với giá tốt nhất.  Đó là nhiều hơn về việc chuẩn bị chuỗi cung ứng của một người để linh hoạt cho bất kỳ loại vấn đề nào mà thị trường ném vào bạn.
Đơn giản là có rất nhiều nhà cung cấp không có nghĩa là người ta có sự đa dạng trong chuỗi cung ứng.  Mỗi nhà cung cấp phải cung cấp các sản phẩm tương tự và/hoặc bằng nhau và có khả năng cạnh tranh rõ rệt theo cách mỗi nhà cung cấp loại trừ lẫn nhau trong các điều kiện nhất định.  Điều đó có nghĩa là, nhà cung cấp Alpha và nhà cung cấp Beta đều bán các con quay giống hệt nhau.  Alpha bán mỗi bánh xích với giá 1 đô la một chiếc và có thể hoàn thành đơn hàng trong 24 giờ.  Beta bán mỗi bánh xích với giá 0,25 đô la nhưng họ sẽ mất hai tuần để hoàn thành.  Sự đánh đổi giữa thời gian và chi phí là quyết định mà người ta phải đưa ra.
Trong việc đa dạng hóa chuỗi cung ứng cho các sản phẩm của một người, cũng cần phải hỗ trợ và giáo dục các nhà cung cấp về những gì người ta mong đợi từ các nhà cung cấp và những gì họ dự định làm với nguồn cung cấp.  Điều quan trọng là duy trì một tuyến giao tiếp mở với tất cả các nhà cung cấp, và điều này sẽ tăng chi phí cần thiết để duy trì các nhà quản lý / đại diện cho mỗi nhà cung cấp.  Để giảm thiểu chi phí liên quan, người ta có thể sử dụng một phương pháp được thủ tục hóa để phát triển mối quan hệ với các công cụ thay thế của họ như RFPs và nhận thầu trong công việc.
Khi làm việc với nhiều công ty, chẳng hạn như trường hợp ở đây, có thể cần phải chuẩn hóa giấy tờ của một người - chẳng hạn như RFQ và đơn đặt hàng.  Vì việc sửa giá là bất hợp pháp ở các quốc gia như Hoa Kỳ, quản lý đường mòn giấy có trách nhiệm trở thành nghĩa vụ pháp lý đối với các công ty tìm kiếm sự đa dạng hóa chuỗi cung ứng.
Trong thị trường quốc tế, các quy định xuất nhập khẩu có thể trở thành một trở ngại cho việc tìm kiếm các nhà cung cấp phù hợp để đa dạng hóa chuỗi cung ứng.  Điều này đặc biệt đúng với các doanh nghiệp Mỹ sau ngày 9/11.  Cục Hải quan Hoa Kỳ đã ban hành các quy định mới như C-TPAT để khuyến khích thương mại.  Thêm thời gian và tiền dành cho việc chứng nhận nhà cung cấp cho các quy định như C-TPAT là một sự đánh đổi khác mà ban quản lý phải xem xét khi đa dạng hóa chuỗi cung ứng của họ.

## Nhà cung cấp di sản
Khi đa dạng hóa chuỗi cung ứng của bạn, câu hỏi đặt ra, "Chúng tôi làm gì với các nhà cung cấp cũ của chúng tôi?"
Bởi vì đa dạng hóa chuỗi cung ứng không thể xảy ra trong một đêm, nhà cung cấp di sản phải tham gia trong suốt giai đoạn chuyển đổi.  Trong hầu hết các trường hợp, nhà cung cấp di sản sẽ vẫn là nhà cung cấp chính ngay cả sau khi đa dạng hóa, vì thường có lý do chính đáng để họ trở thành nhà cung cấp ban đầu.
Các trường hợp phổ biến nhất của các nhà cung cấp ban đầu bị loại bỏ sau khi đa dạng hóa là khi nguồn cung được cung cấp nội bộ hoặc nguyên liệu do nhà cung cấp đó cung cấp đã trở nên lỗi thời.  Điều này thường không xảy ra với các nhà cung cấp bên thứ ba, vì thị trường thúc đẩy họ duy trì tính cạnh tranh.
Như với bất kỳ nhà cung cấp mới nào, việc liên lạc với các nhà cung cấp kế thừa theo hướng mới của công ty là rất quan trọng để chuyển đổi suôn sẻ.  Lúc đầu, các nhà cung cấp di sản có thể e ngại về sự đa dạng hóa, vì nó mang lại sự cạnh tranh cho một thị trường thống trị khác.  Đó là lý do tại sao điều quan trọng là mỗi nhà cung cấp phải được phân biệt với nhau và họ không cạnh tranh trực tiếp với nhau.  Mặt khác, đa dạng hóa có thể gây ra những nỗ lực trùng lặp, thêm chi phí và không hợp tác mà việc tiết kiệm giá có thể không thể biện minh được.

### Rủi ro chính trị
Một số người đã đặt câu hỏi về khả năng tồn tại của chuỗi cung ứng đa quốc gia gắn liền với Trung Quốc, cho thấy sự gián đoạn chính trị ở Trung Quốc có thể gây ra vấn đề lớn.  Trung Quốc đã được xác định là một nguồn tiềm năng của các vấn đề có thể gây ra kết quả thảm khốc.